# El Palau d’Anglesola
El Palau d’Anglesola település Spanyolországban, Lleida tartományban. El Palau d’Anglesola El Poal, Vila-sana, Mollerussa, Fondarella, Sidamon, Bell-lloc d’Urgell és Bellvís községekkel határos. Lakosainak száma 2205 fő (2024).

## Népesség
A település népessége az utóbbi években az alábbiak szerint változott:
| Lakosok száma | 159  | 888  | 1352 | 1555 | 1621 | 1775 | 2099 | 2135 | 2166 | 2205 |
|               | 1717 | 1887 | 1936 | 1960 | 1986 | 2004 | 2009 | 2014 | 2019 | 2024 |